# Масленников, Гавриил Михайлович
Гавриил Михайлович Масленников (март 1871 года, Михайлов — 18 ноября 1937 года, Рязань) — священник Русской православной церкви, священномученик.

## Биография
Гавриил родился в 1871 году в городе Михайлове Рязанской губернии в семье набожных польских родителей — кузнеца Михаила Ивановича и Ольги Семёновны Масленниковых. Первоначально приобрёл специальность отца.
С 1893 по 1896 год Гавриил служил в 171-м полку в городе Варшаве в звании ефрейтора.
Был участником русско-японской войны, был ранен, за доблесть награждён знаком отличия Военного ордена.
Во время военных действий Гавриил Масленников попал в плен. После освобождения из плена и возвращения по окончании военной службы домой он женился, имел одиннадцать детей.
Работал кузнецом, арендуя кузницу в Печерских Выселках Михайловского уезда, а затем — в селе Прилучье. Жители города Михайлова избрали его в 1920 году городским головой.
Однако мечтой Гавриила было стать священником, и в 1924 году после сдачи экзаменов на знание богослужения, Священного Писания и основ православного вероучения он был рукоположён архиепископом Рязанским в диаконский сан. Служил в церкви Рождества Богородицы в селе Маково Михайловского района, а после рукоположения в сан иерея — в Покровском храме села Самодуровки того же района.
11 марта 1931 года был арестован ОГПУ и приговорён к заключению к трудовом лагере в Казахстане на срок пять лет. После освобождения вернулся на родину и служил в Преображенском храме села Внуково Михайловского района.
16 октября 1937 года отец Гавриил был повторно арестован по обвинению в ведении контрреволюционной пропаганды и заключён в тюрьму в городе Скопине, а затем перевезён в Рязань.
Его обвинили в том, что он вёл среди населения активную контрреволюционную религиозную пропаганду и поддерживал тесную связь с арестованными священниками Акинфиевым и Амелиным, что после ареста священника Григория Амелина оказывал материальную поддержку его семье.
12 ноября осуждён тройкой НКВД по обвинению в антисоветской и религиозной пропаганде и 18 ноября расстрелян. Место погребения неизвестно.

## Канонизация
Канонизирован во время Архиерейского собора РПЦ 13—16 августа 2000 года. Память в день расстрела — 18 ноября.